# Gewone otterschelp
De gewone otterschelp (Lutraria lutraria) of otterschelp is een tweekleppige uit de familie Mactridae.

## Kenmerken

### Schelp
De schelp is dunschalig van structuur. Zijn vorm is langwerpig en de schelp is vrij plat. De kleppen gapen langs beide uiteinden. De boven- en onderrand lopen parallel aan elkaar. De top ligt iets naast het midden. De buitenkant is bijna glad met een sculptuur van fijne groeilijnen, maar kan iets verweerd zijn. 
In tegenstelling tot wat bij Lutraria angustior en Lutraria oblonga het geval is, vallen de onderkant van de mantellijn en de onderkant van de mantelbocht nergens samen. Het slot is heterodont met opvallend grote driehoekige ligamentholtes (inwendige slotband). De cardinale tanden zijn gevorkt. Laterale tanden zijn onduidelijk (één in de rechter- en twee in de linkerklep). De schelp heeft ook een zeer korte uitwendige slotband.
Hij groeit tot 120 à 130 mm lang, en tot 60 mm hoog. De schelp is snel gebroken, en het is moeilijk om niet beschadigde exemplaren te vinden.
De kleur van de schelp is geelwit. Het periostracum (opperhuid) is bruingeel of olijfgroen, maar slijt vrij snel af. De binnenzijde is wit en porseleinachtig glanzend.

### Strandvondsten
De meeste schelpen die aanspoelen op het strand zijn tussen 80 mm bij 30 mm lang en zijn soms bruingeel of blauwzwart verkleurd.

## Habitat en voorkomen
De dieren leven ingegraven in modder of zand, van de laagwaterlijn tot ongeveer 100 m diep.
Ze komt algemeen voor in Bretagne en komt verder voor van de Noorse Zee en de Oostzee tot aan het Iberische schiereiland, de Middellandse Zee en in West-Afrika tot aan Senegal en Guinee. Deze soort is ook waargenomen langs de kusten van Zuid-Afrika.

### België en Nederland
In België en Nederland is de schelp vrij zeldzaam tot plaatselijk vrij algemeen. Na harde wind spoelen vaak meerdere exemplaren aan. Sinds 2003 is de otterschelp veel vaker op onze stranden te vinden. 

## Galerij
Rechter en linker klep van hetzelfde exemplaar:

Rechter Klep
Linker Klep